# Андреевское (городской округ Кашира)
Андреевское — деревня в городском округе Кашира Московской области.

## География
Находится в южной части Московской области на расстоянии приблизительно 9 км на восток-юго-восток по прямой от железнодорожной станции Кашира.

## История
Упоминается с 1624 года. Называлась деревня Вранюкова, Андреевское тож — названия по более ранним владельцам. В 1859 году здесь (тогда сельцо) 23 двора. До 2015 года входила в состав сельского поселения Знаменское Каширского района.

## Население
Постоянное население составляло 185 человек (1859 год), 15 в 2002 году (русские 100 %), 57 в 2010.